# Amblysomus robustus
Amblysomus robustus — вид ссавців ряду тенрекоподібних, котрий мешкає в Південній Африці.

## Етимологія
Видовий епітет походить від слова англ. robust — «кремезний», посилаючись на будову цього виду.

## Опис
Відрізняється від усіх інших видів златокротових тим, що має кількість диплоїдних хромосом (2n) 36 і фундаментальну число (FN) 68. Відмінності між A. robustus, A. septentrionalis, A. hottentotus longiceps у зовнішніх і вимірюваннях черепа і черепно-мозкового коефіцієнту, незначні й можуть бути затемнені похибкою вимірювання, що робить їх ненадійними в діагностичних цілях. A. robustus і A. septentrionalis можна вважати споріднені види, які, ймовірно відхилялися від 2n = 30 предка, 	
спільного з A. h. longiceps.
Це найбільший вид роду, із загальною довжиною 109 - 143 мм і масою 61 - 98 гр, і міцними передніми кігтями. Хутро темно-червоно-коричневого кольору в середині спинки, стаючи яскраво-червонувато-коричневим по боках, і помаранчевим на череві. Немає чіткого розмежування між спинним і черевним кольорами. Щоки світло-жовто-оранжеві. Молодь сірувато-коричнева в середині спинки, хутро стає матово-оранжевого кольору по боках, в той час як низ помаранчевий, як у дорослих.
Збільшення загального розміру тіла серед населення корелює із збільшенням висоти і зниження середньорічної температури. Статевий диморфізм також існує.

## Середовище проживання
Види є ендеміком ПАР. Природні місця проживання: ліси помірного поясу, субтропічні або тропічні вологі заплавні ліси, помірні чагарники, субтропічні або тропічні сухі чагарники, помірні луки, субтропічні або тропічні сухі низовинні луки, орні землі, пасовища, плантації, зелені сади, міські райони. Віддає перевагу пухким ґрунтам, від пісків до вельми важких глин. Уникає дрібні ґрунти уздовж скелястих гряд і заболочені ділянки.

## Загрози та охорона
Пагорбові луки, бажані цьому виду змінюються й руйнуються в результаті видобутку корисних копалин дрібних вугільних родовищ для палива численними електростанціями в регіоні. Сільськогосподарська діяльність, розвиток численних туристичних курортів, та агролісомеліорації є, і продовжуватиметься, щоб перетворити середовище проживання цього виду. В іншому випадку, хижацтво домашніх тварин і переслідування з боку садівників в міських районах, ймовірно, являють собою більш локалізовані загрози. Живе в провінційному заповіднику в провінції Мпумаланга.